# 彼得罗·加泽拉

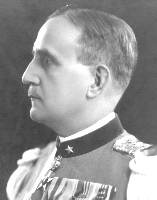
彼得罗·加泽拉将军

彼得罗·加泽拉（義大利語：Pietro Gazzera，1879年12月11日—1953年6月30日），是意大利王国时期皇家陆军上将。他曾参加了意土战争和第一次世界大战，并与奥匈帝国签署了《维拉朱斯蒂停战协定》。战后，他于1929年至1933年成为墨索里尼内阁的战争大臣。